# Odă bucuriei

O pagină din manuscrisul Odă bucuriei, Beethoven

Odă bucuriei (An die Freude în germană) este o odă scrisă în 1785 de către poetul și istoricul german Friedrich Schiller, cunoscută mai ales pentru muzica pe care a fost pusă de către Ludwig van Beethoven în a patra mișcare a Simfoniei a 9-a, pentru patru voci solo, cor și orchestră. Interpretarea muzicală a lui Beethoven a devenit, fără text, imnul Uniunii Europene.
În limba română a fost integral tradusă de către Christian W. Schenk.

## Versuri
| Freude, schöner Götterfunken, Tochter aus Elisium, Wir betreten feuertrunken. Himmlische, dein Heiligtum! Deine Zauber binden wieder Was die Mode streng geteilt; Alle Menschen werden Brüder Wo dein sanfter Flügel weilt. Wem der große Wurf gelungen Eines Freundes Freund zu sein, Wer ein holdes Weib errungen, Mische seinen Jubel ein! Ja, wer auch nur eine Seele Sein nennt auf dem Erdenrund! Und wer's nie gekonnt, der stehle Weinend sich aus diesem Bund. Freude trinken alle Wesen An den Brüsten der Natur; Alle Guten, alle Bösen, Folgen ihrer Rosenspur. Küsse gab sie uns und Reben, Einen Freund, geprüft im Tod; Wollust ward dem Wurm gegeben, Und der Cherub steht vor Gott! Froh, wie seine Sonnen fliegen Durch des Himmels prächt'gen Plan, Laufet, Brüder, eure Bahn, Freudig, wie ein Held zum Siegen. Seid umschlungen, Millionen. Dieser Kuss der ganzen Welt! Muss ein lieber Vater wohnen. Ihr stürzt nieder, Millionen? Ahnest du den Schöpfer, Welt? Such ihn über'm Sternenzelt! Über Sternen muss er wohnen. | Slavă ție, stea curată Voie bună pe pământ Astăzi te simțim aproape Sol din Rai cu soare sfânt. Vraja ta aduce iară Pe popor lângă popor Toți pe lume frați noi suntem Când apari ușor în zbor. ultimul vers se poate găsi și tradus: Când apari ușoară-n zbor sau Unde-apari ușor în zbor. Cine a avut norocul De prieteni buni să dea Cine știe ce-i iubirea Lângă noi cântând să stea Fericit un suflet drag Te poate face pe pământ Cine n-a simțit iubirea Plece dintre noi plângând. Milioane strângeți rânduri Tot mai sus urcând spre cer, urcând spre cer! |

## Text tradus
Traducerea lui Christian W. Schenk:
Bucurie, stea divină
Fiică tu din Elizeu,
Noi intrăm beți de lumină
Pe cerescu-ți sfânt traseu.
Farmecele îmbinară
Tot ce moda a stricat;
Frați vor fi oamenii iară
Unde aripa ți-a stat.
.
Cor:
Fiți cuprinși voi milioane
De sărutul lumii-ntregi!
Frați – deasupra sub coroane
Un părinte stă de veci.
.
Cui i-a sorocit norocul
Un prieten de-a avea,
Cu iubire prinde-și jocul
În a bucuriei stea!
Da - oricine doar un suflet
Al său este pe pământ!
Cine nu scoate un sunet
Plece din ăst legământ.
.
Cor:
Cine cântă pe-acest ton,
Laude simpatia-n cele
Ce s-or duce înspre stele
Unde stă Domnul pe tron.
.
Ființele beau bucurie
Din naturii dulce sân;
Tot ce-i bun, plin de mândrie
Va urma rostul bătrân.
Ne-a dat sărutări și viță,
Un prieten caduceu;
Viermelui i-a dat ființă,
Heruvim lui Dumnezeu.
.
Cor:
Cădeți jos voi milioane?
Nu simțiți Domnul în cer?
Caută-l în celeste stane!
El acolo stă lejer.
.
Bucuria este pana
Pe întinsul jovial.
Bucuria-nvârte roata
Ceasului sfânt mondial.
Scoate flori din muguri blânde,
Soare de pe firmament,
Și învârte roți crescânde
Văzului eminament.
.
Cor:
Bucuroși zburați spre soare
Prin frumoase planuri noi,
Mergeți frați a voastră cale
Fericiți ca sfinți eroi.
.
În oglinda înfocată
El zâmbește, sfidător
Înspre valea invocată
Celui care-i răbdător.
Sus pe-a soarelui credință
Se ivesc flamuri zburând
Pe sicrie de căință
Stând cu îngerii la rând.
.
Cor:
Îndurați voi milioane!
Îndurați pentru ce-i bun!
Sus, deasupra-n diafane
Ceruri stă un sfânt tribun.
.
Zeii nu primesc răsplată;
E frumos să fiți ca ei.
Veniți voi săraci deodată,
Bucuria-i cu temei.
Fie urile uitate,
Inamicului iertat:
Lacrimilor duritate
Nu vă ducă spre păcat.
.
Cor:
Datoriile-s distruse!
Toată lumea s-a împăcat!
Frați – precum ce Domnul spuse
Judecă ce-ați judecat.
.
Bucuria curge-n cupe,
Din al strugurilor must,
Beți voi canibali cu sute
Eroismul plin de gust -
Fraților, zburați spre stele
Cât pocalu-i încă plin,
Lăsați vinul către ele
Să se urce pe deplin.
.
Cor:
Fiindcă cerul imnul cerne,
Serafimul lăudând,
Cu pocalul plin așterne
Fericirea-n sus zburând!
.
Curaj vrednic, poveri grele,
Ajutor, unde-i de plâns
Veșnicia jură-n ele
Adevărul pur pătruns
Peste scaunele regale, -
Fraților, cu sânge bun -
Meritele coroanele;
Cad minciunilor din sân!
.
Cor:
Strângeți-vă cercul sacru,
Și jurați pe acest vin,
Fiți fideli acestui lucru,
Jurământului divin.

## Alte compoziții muzicale
Alte compoziții muzicale pentru acest poem, mai puțin cunoscute, au fost scrise de:
- Johann Gottlieb Naumann (1786)
- Christian Gottfried Körner (1786)
- Johann Friedrich Reichardt (1796)
- Johann Friedrich Hugo Dalberg (1799)
- Franz Schubert (pentru voce și pian, 1815 - nepublicată până în 1829)
- Piotr Ilici Ceaikovski (pentru voci solo, cor și orchestră, tradusă în rusă, 1865)